# ジョン・ハーボー
- ジョン・ハーボウ

ジョン・ウィリアム・ハーボー（John William Harbaugh、1962年9月23日 - ）はアメリカ合衆国オハイオ州トレド出身のアメリカンフットボールコーチ。2008年よりNFLのボルチモア・レイブンズでヘッドコーチを務めている。
父のジャック・ハーボーは長らくカレッジフットボールのコーチを務めていた。また、年子の弟はサンフランシスコ・フォーティナイナーズの元ヘッドコーチで現在ロサンゼルス・チャージャーズのヘッドコーチであるジム・ハーボー。ハーボー兄弟はNFL史上初めての兄弟ヘッドコーチとなり、その上、2012年シーズンには兄弟揃ってヘッドコーチとしてスーパーボウル（第47回）に出場を果たした。結果は34-31で兄ジョン率いるレイブンズが優勝した。2024年シーズンにはNFLに復帰したジムとレギュラーシーズンで再び対戦して破っている。
大学時代、ブライアン・ピルマンとはルームメイトだった。
同地区で同様に長期政権を築いているピッツバーグ・スティーラーズのHCマイク・トムリンとは対戦数がNFL史上2位となっている。